# Ceratozamia chimalapensis
Ceratozamia chimalapensis là một loài thực vật hạt trần trong họ Zamiaceae. Loài này được Pérez-Farr. & Vovides mô tả khoa học đầu tiên năm 2008.